# Бензи Эбери, Перси
Перси Бензи Эбери (англ. Percy Benzie Abery; 20 октября 1876 ― 20 января 1948) ― валлийский фотограф.

## Биография
Родился в деревне Сэндгейт, графство Кент. В 1898 году, в возрасте 21 года, переехал в город Билт Уэллс, графство Поуис. Там же и занялся фотографированием на профессиональной основе и стал известным мастером своего дела. В 1911 году переехал со своим фотоателье в студию в Уэст-Энд Лондона. Сейчас на стене этого здания располагается синяя табличка, посвящённая фотографу. Несмотря на то, что Эбери постоянно жил в Билт-Уэллсе, он побывал почти по всех уголках среднего Уэльса и снял великое множество фотографий для прессы и почтовых открыток. Также фотографировал официальных лиц, был свадебным фотографом. Водопроводная компания Birmingham Water Works назначила Эбери официальным фотографом. Для нужд компании о подробно документировал ход строительства водохранилищ долины Элан.
Эбери часто фотографировал валлийские деревни и их жителей, хотя многие его работы на эту тематику впоследствии оказались утеряны.
Умер 20 января 1948 года. Его тело было кремировано, а пепел ― рассеян по морю у Аберистуита.
Незадолго до своей смерти в 1948 году, находясь в Бреконшире, Эбери отобрал более тысячи своих негативов на стеклянной пластине, которые затем передал в дар Национальной библиотеке Уэльса в Аберистуите.